# Ansys
Ansys, Inc. je americká nadnárodní společnost se sídlem v Canonsburgu v Pensylvánii. Vyvíjí a prodává multifyzikální inženýrský simulační software pro modelování, simulaci a analýzu různých fyzikálních jevů a procesů a nabízí své produkty a služby zákazníkům po celém světě.

## Software pro inženýrskou simulaci
Softwary Ansys tvoří početná sada inženýrských simulačních nástrojů, které slouží k modelování, simulaci a analýze různých fyzikálních jevů a procesů pro širokou škálu průmyslových odvětví. Mnoho variant a vzájemná kompatibilita konkrétních systémů nabízí možnost testovat výrobky bez nutnosti nákladné výroby prototypů. Ansys tedy pomáhá inženýrům a vývojářům vytvářet a optimalizovat produkty a systémy ještě před jejich fyzickou výrobou a nasazením. Výhodnou těchto softwarů je především jejich multifyzikálnost. Díky simulacím a analýzám se dosahuje snížení nákladovosti i časové náročnosti vývoje. Minimalizují se rizika spojená s fyzickými testy, zlepšuje se výkon a spolehlivost produktů a tím celých výrobních procesů. Výsledkem není jen finanční úspora, ale i urychlení vývoje. A to se v konkurenčním prostředí vždycky počítá.
Jednotlivé produkty Ansys jsou řazeny do oblastí, dle jejich využití. Například proudění, mechanika, elektronika, explicit nebo 3D design. 
V České republice jsou 2 oficiální channel partneři: SVS FEM s.r.o. a TechSoft Engineering, spol. s r.o.

## Historie
Historie software Ansys začíná v 60. letech 20. století v laboratořích společnosti Westinghouse, kde se pan John Swanson zabýval myšlenkou automatizace inženýrských výpočtů na bázi metody konečných prvků. Jeho idea nenašla ve Westinghouse pochopení, proto John Swanson v roce 1969 ze společnosti odchází a zakládá vlastní Swanson Analysys Systems Inc. (SASI), ve které pokračuje ve vývoji programu od počátku označovaného jako Ansys (Analysys Systems). V roce 1973 byl na trh uveden první software Ansys, zaměřený na strukturální analýzy. O rok později byl rozšířen o funkce pro simulace teplotních polí. V 80. letech se v SASI soustředí na rozvoj a integraci dalších fyzikálních vlastností, jako jsou například elektromagnetismus a proudění tekutin. V roce 1994 prodává John Swanson společnost SASI, jejímž nástupcem se stává akciová společnost s názvem Ansys Inc.
V 90. letech se Ansys rozšířil na celosvětový trh softwarů pro numerickou simulaci v oblasti inženýrství. V roce 2000 byl na trh uveden Ansys Workbench, představující platformu pro integraci různých programů, modulů a funkcí v rámci programové struktury Ansys. Současná nabídka programů zahrnuje jak programy pro jednotlivé fyzikální oblasti inženýrských problémů jako strukturální mechanika, teplotní pole, proudění, elektromagnetické pole a optika, tak i jejich kombinace pro multifyzikální analýzy. Společnost Ansys Inc. má v současné době více než 6000 zaměstnanců, její vývojová kapacita umožňuje neustálé vylepšování a rozšiřování programů o nové funkce a podporu řešení stále složitějších inženýrských problémů.
Programy Ansys používají inženýři a vývojáři po celém světě a je to jedna z nejpopulárnějších a nejvýkonnějších softwarových platforem pro inženýrskou simulaci.